# Логинов Савелій Прохорович
Савелій Прохорович Логинов (14 квітня 1913, село Точна Могильовської губернії, тепер Монастирщинського району Смоленської області, Російська Федерація — 26 жовтня 1960, місто Архангельськ, Російська Федерація) — радянський державний діяч, 1-й секретар Архангельського обласного комітету КПРС. Кандидат у члени ЦК КПРС у 1956—1960 роках. Депутат Верховної ради РРФСР 3—4-го скликань. Депутат Верховної ради СРСР 5-го скликання.

## Життєпис
Народився в селянській родині. У 1928 році вступив до комсомолу.
У 1932 році закінчив Канський педагогічний технікум.
У 1932—1938 роках — учитель, директор середньої школи, завідувач Канського районного відділу народної освіти Красноярського краю.
У 1938—1941 роках — голова виконавчого комітету Канської районної ради депутатів трудящих Красноярського краю.
Член ВКП(б) з 1939 року.
У 1941—1943 роках — 1-й секретар Канського районного комітету ВКП(б) Красноярського краю; заступник завідувача відділу Красноярського крайового комітету ВКП(б).
У березні 1943—1947 роках — в апараті ЦК ВКП(б).
У 1947—1950 роках — слухач Вищої партійної школи при ЦК ВКП(б).
У 1950—1951 роках — інструктор відділу партійних, профспілкових і комсомольських органів ЦК ВКП(б).
У січні 1951 — листопаді 1955 року — 2-й секретар Архангельського обласного комітету ВКП(б) (КПРС).
У листопаді 1955 — 26 жовтня 1960 року — 1-й секретар Архангельського обласного комітету КПРС.
Раптово помер 26 жовтня 1960 року. Похований на Кузнечевському (Вологодському) цвинтарі в Архангельську.

## Нагороди
- орден Леніна (1957)
- орден Вітчизняної війни ІІ ст. (1945)
- медаль «За трудову доблесть»
- медалі